# Szabályos sokszög
| Szabályos konvex sokszögek halmaza | Szabályos konvex sokszögek halmaza                                         |
| ---------------------------------- | -------------------------------------------------------------------------- |
| Szabályos sokszögek                |                                                                            |
| Élek és csúcsok száma              | {\displaystyle n\,}                                                        |
| Schläfli-szimbólum                 | {\displaystyle \{n\}\,}                                                    |
| Coxeter–Dynkin diagram             |                                                                            |
| Szimmetriacsoport                  | {\displaystyle D_{n}\,} általános diédercsoport                            |
| Terület (a = élhossz)              | {\displaystyle T={\tfrac {1}{4}}na^{2}\cot \left({\frac {\pi }{n}}\right)} |
| Belső szög (fok)                   | {\displaystyle \left(1-{\frac {2}{n}}\right)\times 180}                    |
| Átlók száma                        | {\displaystyle {\frac {n(n-3)}{2}}}                                        |

A szabályos sokszög olyan sokszög, amelynek minden oldala és minden belső szöge egyenlő. A nem-konvex szabályos sokszögeket csillagsokszögnek nevezzük.
Csak bizonyos szabályos sokszögek szerkeszthetők meg euklideszi szerkesztéssel (körzővel és egyélű vonalzóval). Ennek feltétele, hogy az oldalszám prímtényezős felbontásában minden páratlan prím egyszer szerepeljen, és ezek a tényezők mind Fermat-prímek legyenek.
Legyen a az oldal hossza, r a beírt kör sugara, R a köréírt kör sugara, T a terület. Ekkor:
{\displaystyle {\begin{aligned}a&=2r\mathrm {tg} \left({\frac {\pi }{n}}\right)\\&=2R\sin \left({\frac {\pi }{n}}\right)\\r&={\tfrac {1}{2}}a\mathrm {ctg} \left({\frac {\pi }{n}}\right)\\&=R\cos \left({\frac {\pi }{n}}\right)\\R&={\tfrac {1}{2}}a\csc \left({\frac {\pi }{n}}\right)\\&=r\sec \left({\frac {\pi }{n}}\right)\\T&={\tfrac {1}{4}}na^{2}\mathrm {ctg} \left({\frac {\pi }{n}}\right)\\&=nr^{2}\mathrm {tg} \left({\frac {\pi }{n}}\right)\\&={\tfrac {1}{2}}nR^{2}\sin \left({\frac {2\pi }{n}}\right)\\\end{aligned}}}

## Szögek
A szabályos n-szög belső szögeinek mértéke:
{\displaystyle (1-{\frac {2}{n}})\times 180} (ekvivalens alakban) {\displaystyle (n-2)\times {\frac {180}{n}}} ) fok,
vagy {\displaystyle {\frac {(n-2)\pi }{n}}} radián,
vagy {\displaystyle {\frac {(n-2)}{2n}}} teljes fordulat
A külső szögek mértéke ezt 360 fokra egészíti ki, tehát nagyságuk {\displaystyle {\frac {360}{n}}} fok.

## Átlók
n > 2-re az átlók száma {\displaystyle {\frac {n(n-3)}{2}}}, vagyis 0, 2, 5, 9, ... A konvex sokszögeket átlóik 1, 4, 11, 24, ... darabra osztják.

## Szabályos csillagsokszögek
A szabályos csillagsokszögek nem konvex szabályos sokszögek, egymást metsző oldalakkal. A legismertebb példa a pentagon, ami a szabályos ötszög átlóiból kapható.
Az n oldalú szabályos csillagsokszög Schläfli-szimbóluma {n/m}, ahol m azt mutatja meg, hogy a köréírt kört végigjárva hányadik csúcsok vannak összekötve. A pentagrammára például m = 2, minden második pont szomszédos. Ha m 3, akkor minden harmadik, és így tovább. Végigjárva a csillagsokszög határát, m-szer fordulunk körbe.
Ha n és m nem relatív prímek, akkor az alakzat elfajult, de nincs egyetértés abban, hogy mi ez az alakzat. Például a 20. század nagy részében a hexagrammát tekintették {6/2}-nek, de több geométer, mint például Grünbaum (2003) szerint a kettős háromszöget illeti ez a jelölés. Ebben az alakzatban minden él és csúcs kétszer számít. Ez az elgondolás jobban illeszkedik az absztrakt politópok elméletéhez.

## Dualitás
Minden konvex szabályos sokszög egybevágóság erejéig önduális, és a páratlan oldalszámú sokszögek identitás erejéig önduálisak.
A szabályos csillagsokszögek is önduálisak, ami visszavezethető arra, ahogy előállnak a konvex szabályos sokszögekből.